# Bryaxis fabaiformis
Bryaxis fabaiformis (лат.) — вид жуков-ощупников рода Bryaxis (Pselaphinae) из семейства стафилиниды. Южная Корея. Видовой эпитет представляет собой сочетание латинских слов faba («бобы») и -formis («имеющий форму») и относится к форме педицелей усиков у самцов.

## Распространение
Южная Корея (Jeongseon-gun, Gangwon-do).

## Описание
Мелкие коротконадкрылые жуки-ощупники. Длина тела менее 2 мм (от 1,29 до 1,41 мм). Основная окраска красновато-коричневая. Усики 11-члениковые. От близких видов отличается следующими признаками: увеличенные бобовидные педицели усиков с субцилиндрическим железистым утолщением на внутреннем крае у самца. Фасеточные глаза с 31—32 фасетками. Взрослые особи этого вида похожи на Bryaxis kimjongkuki Nomura & Lee, 1993 тем, что имеют максиллярные членики II—III с бугорками и асимметричные скапусы усиков. Однако их можно отличить по наличию округлой формы висков длиной до глаз, железистого узелка, расположенного на среднем уровне усиковых педицелей, и передних голеней без шипа. Голотип и паратипы этого вида были собраны путем просеивания почвы и листовой подстилки в смешанном лесу.